# Himno de la CUT / Cueca de la CUT
Himno de la CUT / Cueca de la CUT es un EP del Coro de la CUT, la Orquesta Filarmónica de Chile bajo la dirección de Miguel Estrella, y el cantautor chileno Héctor Pavez, lanzado en 1973 por la CUT y distribuida por el sello DICAP, celebrado en conmemoración de los 20 años de la existencia de la Central Única de Trabajadores de Chile, entre el 12 de febrero de 1953 y el 12 de febrero de 1973.
Los arreglos musicales del «Himno de la CUT» estuvieron a cargo de Kumoc, y el relato quedó a cargo de Lucho Barahona. «Cueca de la CUT» ya había sido interpretada anteriormente por Inti-Illimani en el álbum colectivo Por la CUT de 1968.

## Lista de canciones
| Lado A |                   |                |               |                                                |          |  |
| N.º    | Título            | Letras         | Música        | Intérprete                                     | Duración |  |
| 1.     | «Himno de la CUT» | Rodolfo Parada | Sergio Ortega | Coro de la CUT y Orquesta Filarmónica de Chile |          |  |

| Lado B |                                   |              |              |              |          |  |
| N.º    | Título                            | Letras       | Música       | Intérprete   | Duración |  |
| 2.     | «Cueca de la CUT»                 | Héctor Pavez | Héctor Pavez | Héctor Pavez |          |  |
| 3.     | «Cueca de Luis Emilio Recabarren» | Héctor Pavez | Héctor Pavez | Héctor Pavez |          |  |